# Успенска црква у Панчеву
Успенска црква у Панчеву је подигнута у периоду од 1801. до 1810. године, налази се под заштитом државе као споменик културе у категорији непокретних културних добара од великог значаја.
Црква је изграђена добровољним прилозима добротвора међу којима је био и Карађорђе Петровић, као једнобродна грађевина у духу барока, са наглашеним елементима класицизма. Западним прочељем доминира раскошан портал уоквирен са два висока издужена, звоника. Смењивање снажних стубова са угаоним стубићима и прислоњеним пиластрима доприноси утиску стремљења у висину, на чему су градитељи Успењске цркве највише инсистирали. Посебна пажња је посвећена обради вишеструко профилисаног кровног венца и отмених коринтских капитела. 
Сликана декорација иконостасне преграде из 1832. године прва је велика наруџбина Константина Данила. Аутори једног од најрепрезентативнијих дрворезбарских дела српског класицизма су браћа Јанић из Арада. Радове у гипсу је извео Андреј Шнајдингер из Титела.
Темељити конзерваторско рестаураторски радови на архитектури, зидном сликарству, иконостасу и мобилијару спроводе се од 1996. године, када је црква настрадала у пожару.

## Галерија
- Освећење Успенске цркве у Панчеву 27. јануар 1931.